# Niżnia Kobylarka
Niżnia Kobylarka (niem. Untere Stutenblösse, słow. Nižná Kobyliarka, węg. Alsó-Kancás-rét) – polana w Dolinie pod Koszary w słowackich Tatrach Bielskich.
Polana znajduje się w dolnej części doliny i ma wymiary około 150 × 50 m. Położona jest na zachodnim brzegu Tokarskiego Potoku, w odległości około 30 min od wylotu doliny. Jest trzecią w kolejności od wylotu doliny polaną. Pierwsza zamieniona została na wielki skład drzewa, następna to polana Solnisko znajdująca się na wschodnim brzegu potoku. Około 200 m za nią w głąb doliny znajduje się Niżnia Kobylarka. Wyżej w dolinie jest jeszcze jedna polana – Wyżnia Kobylarka.
Polana jest pozostałością dawnego pasterstwa. Biegnie obok niej droga leśna, a na południowym końcu polany odgałęzia się od niej ścieżka prowadząca na Przełęcz pod Koszarzyskiem. Na polanie stoi paśnik dla dzikiej zwierzyny i ambona myśliwska. Polana znajduje się na obszarze Tatrzańskiego Parku Narodowego i to na obszarze ochrony ścisłej. Obowiązuje zakaz wstępu dla turystów i taterników, ale w typowy dla Tatr Bielskich dopuszczalny jest wyrąb drzewa i zabijanie zwierząt.